# Nationalpark Alpen Albaniens
Der Nationalpark Alpen Albaniens (albanisch Parku Kombëtar i Alpeve të Shqipërisë) ist ein Nationalpark im Norden Albaniens. Er umfasst zentrale Teile des albanischen Teils der Albanischen Alpen (Prokletije), insgesamt ein Gebiet von über 828 Quadratkilometern. Der 2022 geschaffene Nationalpark vereint die ehemaligen Nationalparks Theth und Valbonatal, die 1966 gegründet wurden, und das Strikte Naturreservat Gashi (IUCN-Kategorie Ia) mit zahlreichen, zuvor nicht geschützten Gebieten.
Er grenzt an den Nationalpark Prokletije in Montenegro und den Nationalpark Bjeshkët e Nemuna im Kosovo.

## Geographie
Der Nationalpark liegt in Nordalbanien in den Qarks Kukës und Shkodra. Er umfasst einerseits das obere Shala-Tal bei Theth, das Valbonatal mit Valbona und Dragobia, das Gash-Tal, das Tal von Vermosh und südlich angrenzende Gebiete Kelmends. Im Südwesten zieht sich der Nationalpark bis über Boga hinaus, im Osten bis zur Grenze zu Kosovo.
Im Nationalpark liegen die höchsten Gipfel der Alpen Albaniens: die Jezerca (2694 m ü. A.), die Maja Grykat e Hapëta (2625 m ü. A.), die Radohima (2568 m ü. A.), die Maja e Hekurave (2559 m ü. A.) und die Kollata (2552 m ü. A.) sowie weitere prominente Berge wie der Shkëlzen (2407 m ü. A.), der Trekufiri/Tromeđa (2366 m ü. A.) und der Arapi (2217 m ü. A.).
Die Flüsse Shala, Valbona, Cem/Cijevna, Gash und Lim haben ihre Quelle im Nationalpark. Im Gebirge gibt es auch zahlreiche Bergseen.
Über weite Strecken handelt es sich um Hochgebirge mit viel Karst – gerade in den Gebirgsblöcken Bjeshkët e Nemuna, im Jezerca-Block, im Hekurave-Block und im Shkëlzen-Block. Dazwischen erstrecken sich tief eingeschnittene Täler. Vielerorts finden sich hohe Felswände – so die Südwand des Arapi, die als höchste Felswand der Balkanhalbinsel gilt – und tiefe Kare.
Viele Täler sind besiedelt. Die Bewohner leben von Landwirtschaft, primär Weidewirtschaft, die sich auch auf höhere Bergweiden erstreckt. Im Gegensatz zur Kernzone B (541,8 km²) ist in den besiedelten Gebieten auf 269,7 km² eine traditionelle Nutzung und eine nachhaltige Entwicklung möglich.
Die Straßenpässe Qafa e Bordolecit (1355 m ü. A.) und der Qafa e Thorës (1685 m ü. A.) sowie zahlreiche Saumpfade – darunter die über die Qafa e Pejës (1710 m ü. A.) und die Qafa e Valbonës (1795 m ü. A.) – verbinden die einzelnen Täter.

## Fauna und Flora
Das Gebiet hat eine große Artenvielfalt.
Das Gebirge ist Rückzugsraum für diverse Tierarten: Braunbär, Balkanluchs, Gämse, Wolf, Steinadler und Schlangenadler unter vielen anderen.
Fast 42 % des Parks sind Wald. Florastische Besonderheiten des Nationalparks sind einerseits die Buchenwälder des Gash-Tals (1262 ha), die zum UNESCO-Welterbe Alte Buchenwälder und Buchenurwälder der Karpaten und anderer Regionen Europas gehören, andererseits diverse seltene und endemischen Arten wie die Neumayer-Krugfrucht (Amphoricarpos neumayerianus) oder Wulfenia carinthiaca subsp. blecicii. Das Gash-Tal bildet die 1695 ha große Kernzone A des Parks.

## Tourismus
Die  Bergwelt der Albanischen Alpen hat sich zum Tourismusmagnet entwickelt.
Theth und Valbona haben sich seit 2010 zu Zentren des Bergtourismus in Albanien entwickelt, die vor allem Berggänger anziehen. Auch in anderen Orte wie Lëpusha am Bordolec-Pass, Vermosh, Boga, Rragam oder Çerem hat Tourismus heute eine große Bedeutung.
Den Touristen bieten sich zahlreiche Wandermöglichkeiten und herausfordernde Gipfeltouren. Bekannt ist insbesondere der grenzüberschreitende Fernwanderweg Peaks of the Balkans, der in mehreren Etappen durch den Nationalpark führt.
Im Karst finden sich zahlreiche Höhlen. Andernorts hat sich Wasser seinen Weg durch enge Schluchten gebahnt (Valbona bei Valbona und Shoshan, Grunas-Schlucht der Shala unterhalb Theth, Vermosh unterhalb Vermosh, Gash). Bei Theth finden sich der Wasserfall von Grunas und der Gjeçaj-Wasserfall, bei Rragam der Valbona-Wasserfall. Bei Ndërlysa liegt in einem Nebental der kleine See Syri i kaltër („Blaues Auge“) mit kleinem Wasserfall – Gletschermühlen finden sich entlang des Weges dorthin.
2016 wurde in Theth ein Besucherzentrum eröffnet.

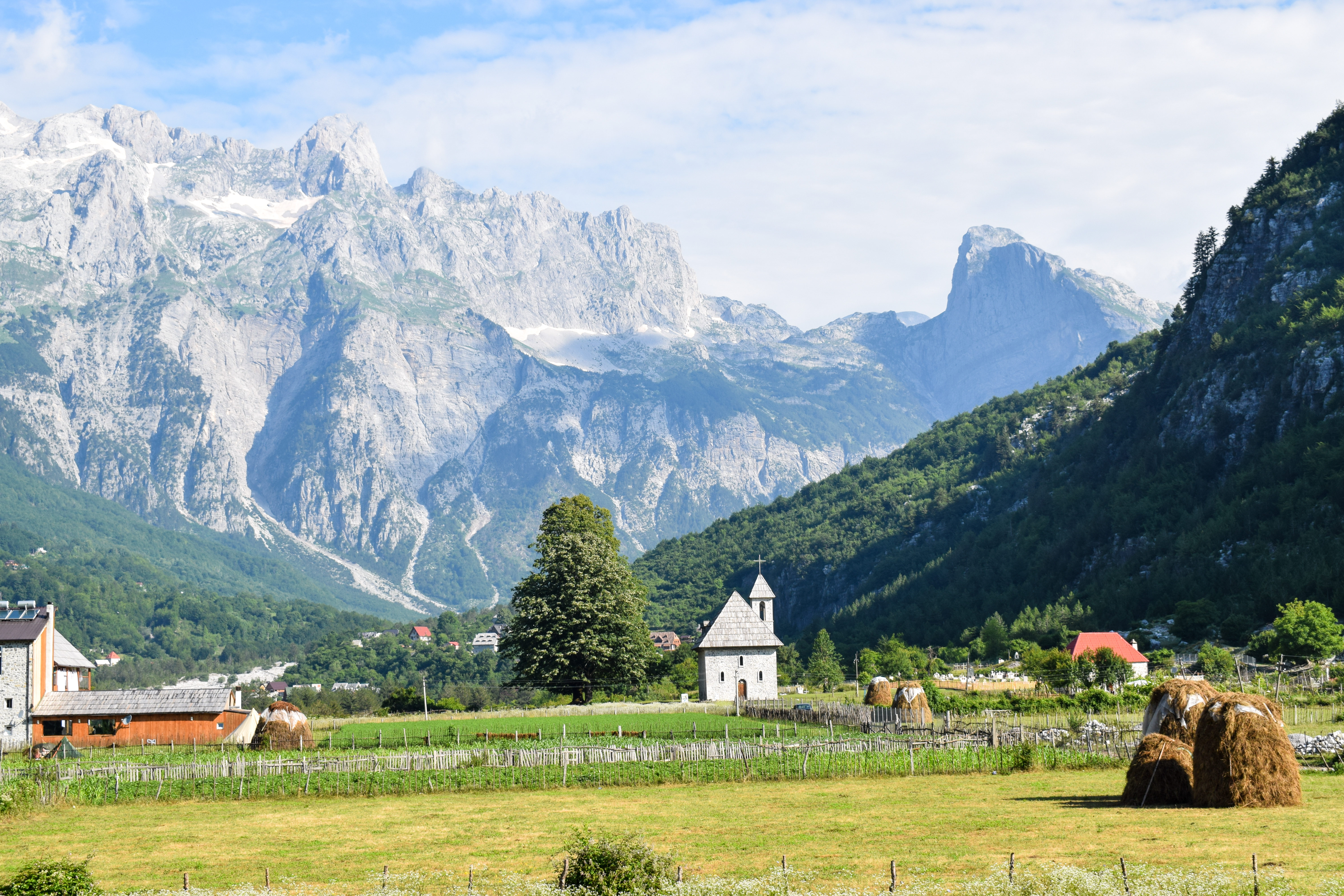
Theth mit Kirche und umgebender Bergwelt

In Theth sind die Kirche und der Blutturm mit kleinem Museum kulturelle Sehenswürdigkeiten.

## Bedrohung
Im Jahr 2016 regte sich Widerstand bei der lokalen Bevölkerung und von Umweltaktivisten gegen den geplanten Bau von sechs Wasserkraftwerken, da diese nicht nur das Schutzgebiet stören, sondern auch den Tourismus negativ beeinflussen würden. Zwei zwischenzeitlich fertig gebaute Wasserkraftwerke produzierten Anfang 2022 trotz Verboten durch Gerichte weiterhin Strom. Daneben existieren Pläne für zahlreiche weitere Wasserkraftwerke.
Die Region litt stark unter Abwanderung. Der Tourismus – stark durch die GIZ gefördert – entwickelt neue Perspektiven und wirkt der Entvölkerung entgegen.
Andererseits bringt der Tourismus auch unerwünschte Entwicklungen mit sich, neben Müllentsorgungsproblemen vor allem unbewilligte Bauaktivitäten.:33